# 张海波 (1969年)
张海波（1969年5月—），男，汉族，山东威海人，中华人民共和国政治人物。大学学历，公共管理硕士学位。第十三届全国人民代表大会山东地区代表，现任中共山东省委常委，山东省人民政府常务副省长。

## 生平
1987年考入青岛大学物理系应用物理专业学习，1988年7月加入中国共产党。1991年毕业后留校工作，历任外文系政治辅导员，校团委副主任科员，主任科员，副书记，校党委组织部正处级组织员（挂职任章丘市委副书记）。
2002年12月，任中共章丘市委副书记（正处级）；2004年2月，任中共章丘市委副书记（正处级）兼明水经济开发区管委会党委书记；2006年10月，任中共济阳县委副书记、代县长（期间在清华大学公共管理学院MPA专业学习，获公共管理硕士学位）；2007年1月，任中共济阳县委副书记、县长。2011年1月，任中共济南市历下区委副书记、区长。2012年3月，任济南市副市长。
2017年4月，任中共济南市委常委、副市长。2017年7月，任中共威海市委副书记、副市长、代市长，次年1月任市长。2020年4月，任中共威海市委书记。
2018年2月24日，当选为第十三届全国人大代表。
2022年6月，当选为中共山东省委常委，并担任省委秘书长。
2024年3月，他出任山东省人民政府党组副书记，后任常务副省长。